# Casa Professa di Roma
La Casa Professa dei Gesuiti è un palazzo di Roma, del rione Pigna, che si trova nel grande isolato delimitato da Piazza del Gesù, via d'Aracoeli, via di San Marco e via degli Astalli. Fa parte del complesso che comprende la Chiesa del Gesù, la chiesa madre della Compagnia di Gesù.

## Storia

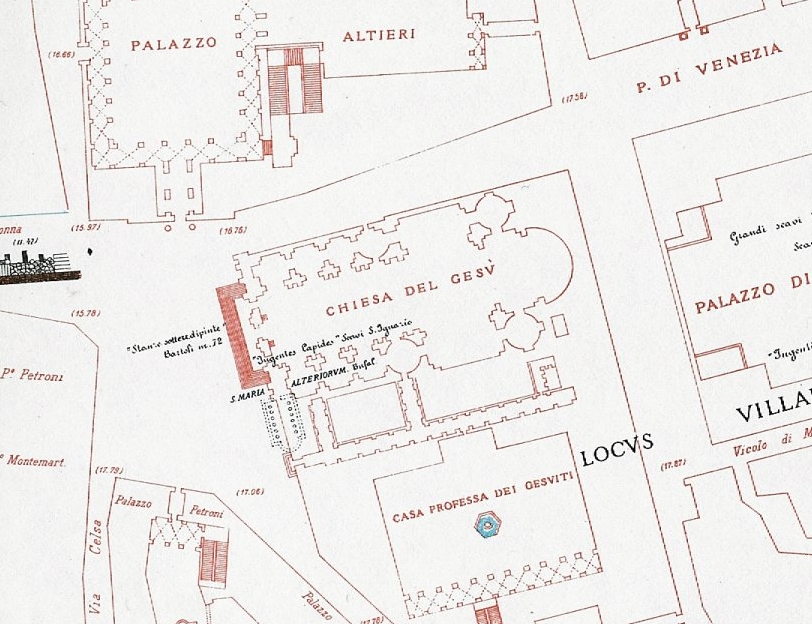
Pianta dell'area, tratta dalla Forma Urbis Romae (1893-1901) di Rodolfo Lanciani

Questo grande edificio, il cui ingresso principale si trova al numero 45 di Piazza del Gesù, fu costruito tra il 1599 e il 1623 per essere la sede della Compagnia di Gesù, in sostituzione di un precedente e più modesto edificio che era stato la prima Casa Professa , gravemente danneggiato dalla grande alluvione del 1598.
I Gesuiti, riconosciuti come ordine religioso nel 1540 da papa Paolo III, vi si stabilirono nel 1544 e vi abitò lo stesso Sant'Ignazio di Loyola, occupando un piccolo appartamento costituito da un vestibolo, una camera da letto, un piccolo soggiorno e una stanzetta riservata al fratello coadiutore che lo assisteva: Loyola vi morì il 31 luglio 1556.
La ricostruzione dell'edificio fu opera del superiore generale Claudio Acquaviva e fu realizzata grazie al finanziamento del cardinale Odoardo Farnese, sotto la direzione dell'architetto Girolamo Rainaldi (1606-1620). Il vecchio edificio fu quasi completamente demolito, ad eccezione dei locali che erano stati adibiti ad appartamenti di Sant'Ignazio. 
Questo appartamento fu visitato da molti pellegrini e novizi gesuiti che volevano ammirare il modesto arredamento e le poche reliquie della presenza di Sant'Ignazio, tra cui un paio delle sue scarpe, dipinti e documenti.
Il palazzo servì come "Curia Generalis" (sede centrale internazionale) della Compagnia di Gesù fino alla sua soppressione nel 1773 e di nuovo nel periodo tra la sua restaurazione nel 1814 e l'Unità d'Italia (1873).
Ospitò gli alloggi del superiore generale della Compagnia, dei suoi assistenti e di varie altre personalità gesuite. 
Vi era anche l'archivio centrale dell'ordine (noto come ARSI - "Archivum Romanum Societatis Iesu"), una biblioteca che in seguito è stata gradualmente riacquisita dalla Compagnia di Gesù.
Parti del complesso originale sono utilizzate per una biblioteca pubblica municipale di Roma; lo spazio occupato dal monastero è attualmente piuttosto piccolo. La Curia Generalis si è in seguito trasferita a Villa Barberini al Gianicolo, dove si trova ancora oggi.

## Corridoio di Andrea Pozzo

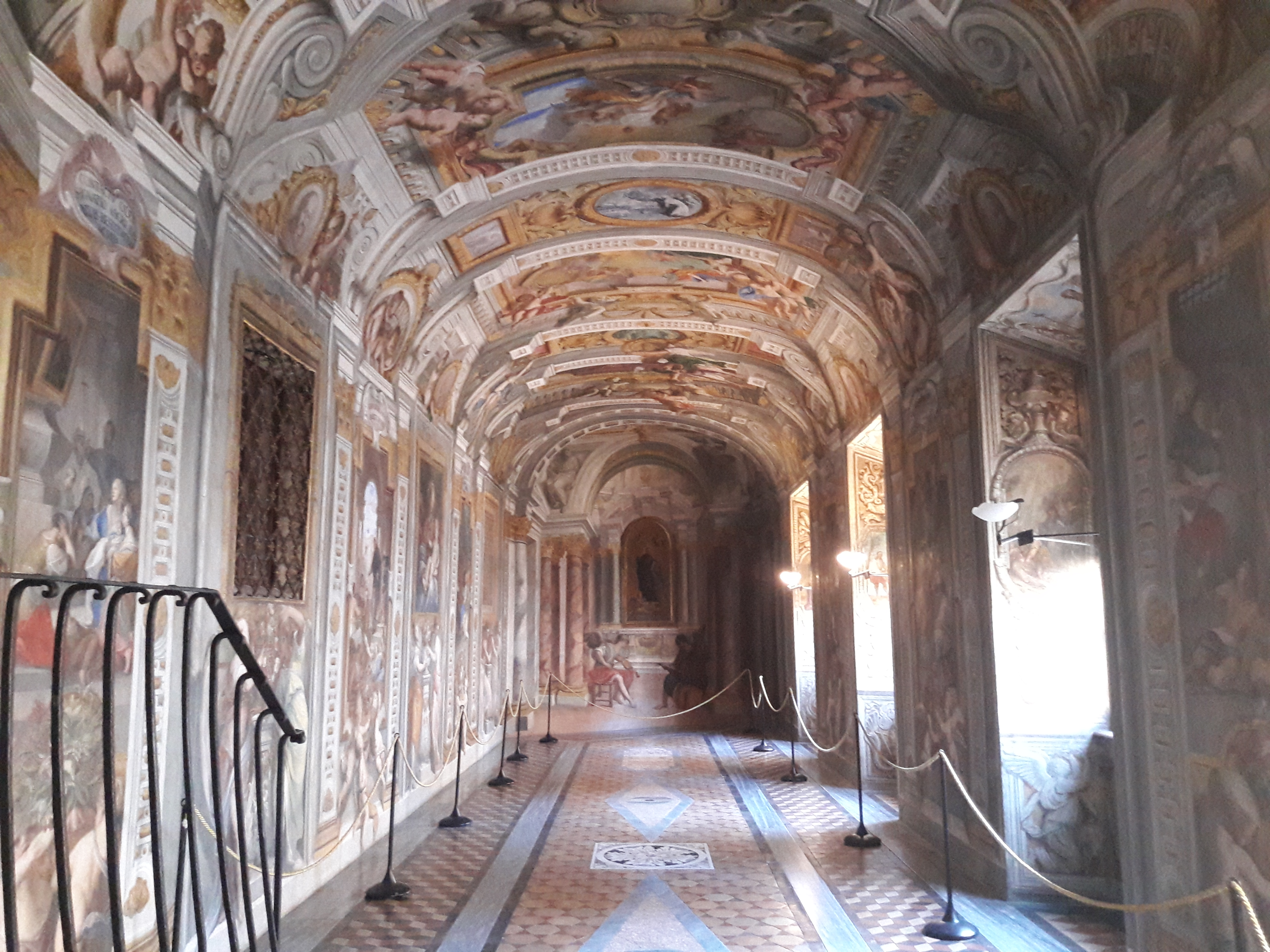
Corridoio dell'appartamento di Sant'Ignazio di Loyola decorato da Andrea Pozzo.

Verso il 1680, il superiore generale Giovanni Paolo Oliva decise di decorare il corridoio che conduceva all'appartamento e incaricò il pittore Jacques Courtois, detto Il Borgognone per via del suo paese natale. La morte prematura dell'artista lasciò l'opera incompiuta e, pertanto, padre Oliva, su suggerimento del pittore romano Carlo Maratta, incaricò Andrea Pozzo.
Il risultato è uno straordinario esempio di virtuosismo nella prospettiva e nell'illusione ottica, un'opera mutevole che sembra trasformarsi a seconda del punto di vista dell'osservatore.
Il corridoio fu rivestito da una serie di affreschi realizzati in spazi tra fasce architettoniche che sembrano infinite con lo scopo di correggere le dimensioni ristrette del corridoio, che quindi sembra più largo e più lungo di quanto non sia, e il suo disallineamento ad un'estremità.
Alcuni piccoli putti, dipinti in anamorfosi (cioè deformati per ottenere un certo effetto visivo) osservabili da un punto prestabilito nel piccolo corridoio, rivelano l'uso sofisticato che Pozzo fa di una conoscenza profonda e raffinata della prospettiva. Sulle pareti sono rappresentati realisticamente alcuni miracoli compiuti da Sant'Ignazio e, al centro della volta, popolata da cherubini con i ritratti dei fondatori della Compagnia, si può vedere "Sant'Ignazio ascende al Cielo".
La soluzione scenografica e illusionistica è efficace anche in fondo al breve corridoio dove si trova la parte più interessante dell'intera decorazione: il fondale che simula la navata centrale di una chiesa dove due angeli seduti suonano il violino e il violoncello. Questo gioco di prospettive può essere apprezzato nella sua interezza dal centro della stanza, in un punto segnato sul pavimento da una rosa intarsiata in marmo.
I gesuiti furono così soddisfatti del lavoro di Pozzo che lo incaricarono di decorare altre chiese dell'ordine, tra cui Sant'Ignazio.

## Descrizione

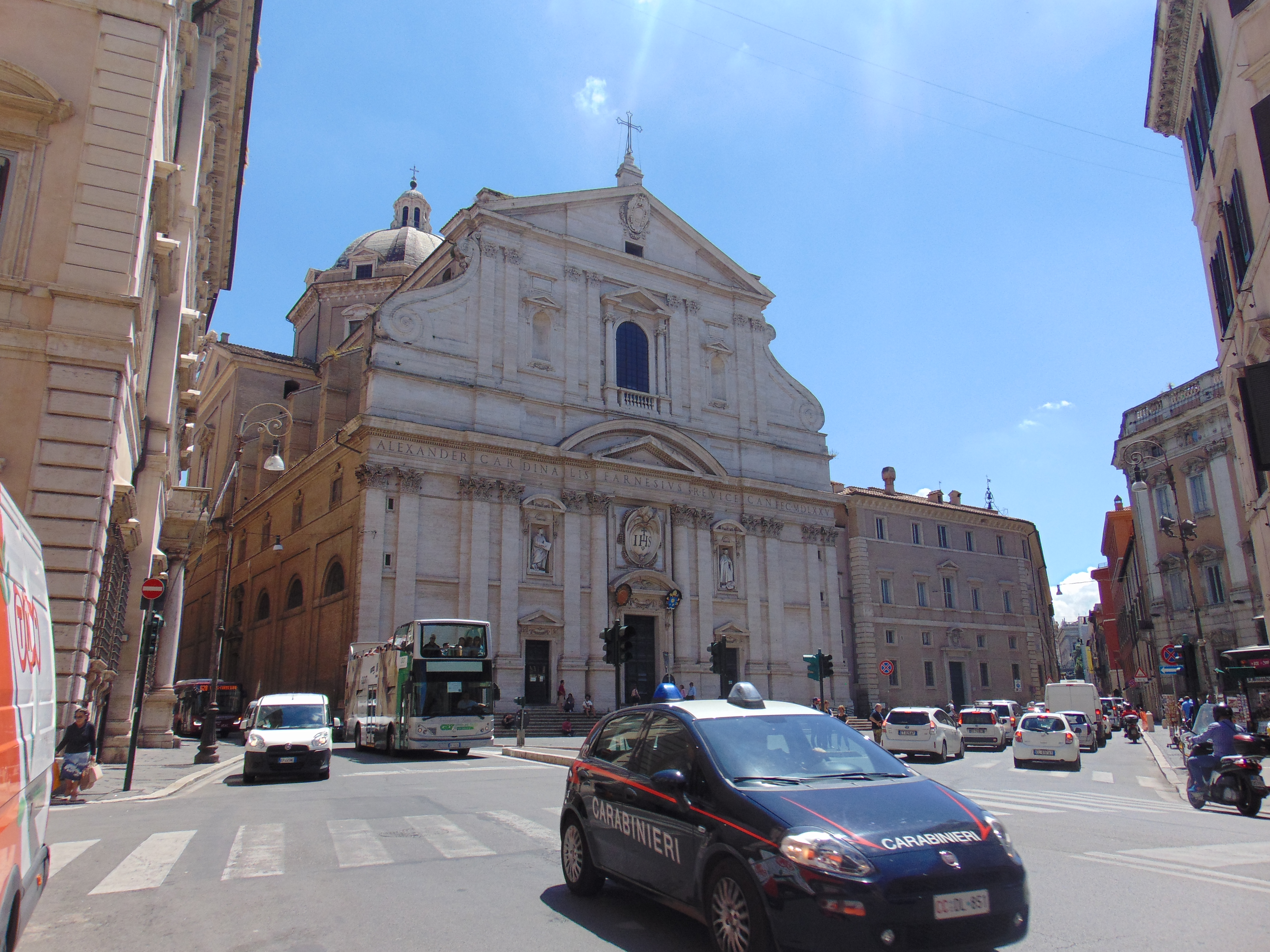
Vista di Piazza del Gesù nel 2018.

La Casa Professa presenta quattro distinte facciate in mattoni che si affacciano su Piazza del Gesù, via d'Aracoeli, via di San Marco e via degli Astalli. Le facciate sono tutte caratterizzate da massicce decorazioni sugli angoli in bugnato e da un'ampia cornice marcapiano che separa il piano terra dagli altri due, ciascuna con una sottile cornice marcapiano sotto le finestre. L'attico sopra la grondaia è del XIX secolo.
Al numero 45 di Piazza del Gesù si apre un portale con cornice marmorea, decorato con i gigli (simbolo della famiglia Farnese) e sormontato da una piccola edicola con un timpano curvo e spezzato al centro del quale si trova il trigramma "IHS" sotto una croce e accompagnato dai tre chiodi della croce; il tutto è circondato da raggi di luce con una piccola testa di putto.
Il portale è fiancheggiato da due coppie di finestre al piano terra e da due coppie di piccole finestre quadrate al piano mezzanino. Agli altri piani si aprono cinque finestre, architravate al primo (di cui quella centrale più alta e con timpano triangolare, e con cornice semplice al secondo.
Alle due estremità della facciata si trovano due angoli bugnati, uno in direzione della Chiesa del Gesù e l'altro, doppio e che serve da separazione per la facciata successiva, che gira bruscamente in via d'Aracoeli, incornicia una targa con la seguente iscrizione: "ODOARDUS FARNESIUS S.R.E. DIAC CARD SOCIETATI JESU QUA PIETATE MAIORES SUI NASCE EXCEPERUNT CRESCENTEM FOVERUNT ADULTAE AC PROPAGATAE DOMUM HANC PRIMO LAPIDE FATO EXTRUXIT ANNO IUBILEI MDC AETATIS SUAE XXVII" ( "Odoardo Farnese, cardinale diacono di Santa Romana Chiesa per la Compagnia di Gesù, con la stessa dedizione con cui i suoi antenati la sostennero fin dall'inizio e la favorirono nel suo sviluppo, ora che essa ha rafforzata ed ampliata, costruì questa casa dopo aver posato la prima pietra nell'anno giubilare del 1600 all'età di 27 anni").
Questa facciata, accorciata nel 1932 per consentire l'allargamento di via di San Marco, presenta undici finestre e due portali al piano terra e tredici finestre negli altri due piani.
Su via di San Marco, il palazzo presenta una facciata con nove finestre. All'angolo cianfrinato con via degli Astalli c'era un tempo un orologio, sostituito poi da un'edicola mariana, copia di un originale oggi conservato all'interno del palazzo. Sotto un piccolo baldacchino a padiglione ornato di pendenti e nappe, si trova una severa cornice marmorea tardo cinquecentesca sormontata da una fascia tra volute con la scritta  motto "SUB TUUM PRAESIDIUM" ("Sotto il tuo dominio"). Il dipinto, protetto da vetro, rappresenta la "Vergine col Bambino". Sopra l'edicola è posto un grande stemma del cardinale Odoardo e l'iscrizione "SUPREMO IMPOSITO LAPIDE ODOARDO FARNESIUS CARD EPISC SABIN" ("Posta l'ultima pietra, Odoardo Farnese, cardinale-vescovo della Sabina".
Infine, al numero 14 di via degli Astalli si trova un altro ingresso, costituito da un portale ad arco, sormontato anche questo dai gigli Farnese e dal trigramma "IHS". Ai lati del piano terra si trovano diverse finestre trasformate in porte; ai piani superiori ci sono diciotto finestre ciascuno.